# Борисов Микола Іванович
Борисов Микола Іванович (нар. 1860 — 21 березня 1933) — земський і громадський діяч Олександрійського повіту Херсонської губернії.

## Життєпис
Народився 1860 р. в с. Вербовець Звенигородського повіту Київської губернії в родині парафіального священика о. Івана і його дружини Марії Борисових. Брат члена Київської і Єлисаветградської Громад Євгена Борисова. Закінчив духовне училище, згодом духовну семінарію (Київ). Після 4-х курсів медичного факультету київського університету був виключений з нього за участь в студентських заворушеннях без права проживання в губернських містах.
Працював статистом повітового земства м. Олександрія, викладачем технікуму. Автор багатьох праць з сільськогосподарської і освітянської тематики. Був учасником Х Всеросійського з'їзду природодослідників і лікарів в Санкт-Петербурзі (1898 р.).